# Repe
Repe je priimek več znanih Slovencev:
- Blaž Repe (*1972), geograf
- Borivoj Repe (*1940), pisatelj, publicist o pivu, humorist
- Božo Repe (*1956), zgodovinar, profesor, publicist
- Drago Repe, TV-snemalec
- Klemen Repe (*1970), pozavnist
- Maja Repe, baletna plesalka, pedagoginja
- Slavko Repe (1900 - 1971), trgovec, vojni invalid, pevec, ustanovitelj mlinske godbe na pihala in telovadec blejskega Sokola